# Anton Cajetan Adlgasser
Anton Cajetan Adlgasser   (Inzell, 1 d'octubre de 1729 - Salzburg, 22 de desembre de 1777) va ser un organista i compositor alemany a la catedral de Salzburg i a la cort, i va compondre una bona part de música litúrgica (incloent vuit misses i dos rèquiems), així com oratoris i obres orquestrals i per a teclat.

## Biografia
Des de la seva Baviera natal, es va traslladar a Salzburg on va estudiar amb Johann Ernst Eberlin. El 1750 esdevingué organista de la catedral de Salzburg on romangué la resta de la seva vida. Després d'una visita a Itàlia el 1764-1765, va muntar l'única òpera de Metastasio, La Nitteti. Es va representar a Salzburg el 1767. També el 1767, va col·laborar amb Mozart i Michael Haydn a l'oratori Die Schuldigkeit des ersten Gebots.
El primer matrimoni d'Adlgasser, el 1752, va ser amb Maria Josepha, la filla del seu predecessor, J.E. Eberlin, a la catedral de Salzburg. Quatre anys més tard es va casar amb Maria Barbara Schwab, i el 1769 amb la cantant de la cort Maria Anna Fesemayer (1743 – 1782), que va cantar a Die Schuldigkeit i va crear el paper de Ninetta a La finta semplice. Leopold Mozart va ser testimoni del tercer casament.
El 1777 va morir d'un ictus mentre tocava l'orgue a Salzburg.